# 德里库尔
德里库尔（法語：Dricourt，法語發音：[dʁikuʁ]）是法国大東部大區阿登省的一个市镇，属于武济耶区。

## 地理
德里库尔（49°23'43"N, 4°30'46"E）面积7.12 平方千米，位于法国大東部大區阿登省，该省份为法国北部内陆省份，西接埃纳省，南至马恩省，东临默兹省，北与比利时接壤。
与德里库尔接壤的市镇（或旧市镇、城区）包括：库洛姆和马尔克尼、莱凡库尔、马绍、蒙圣雷米、波夫尔。

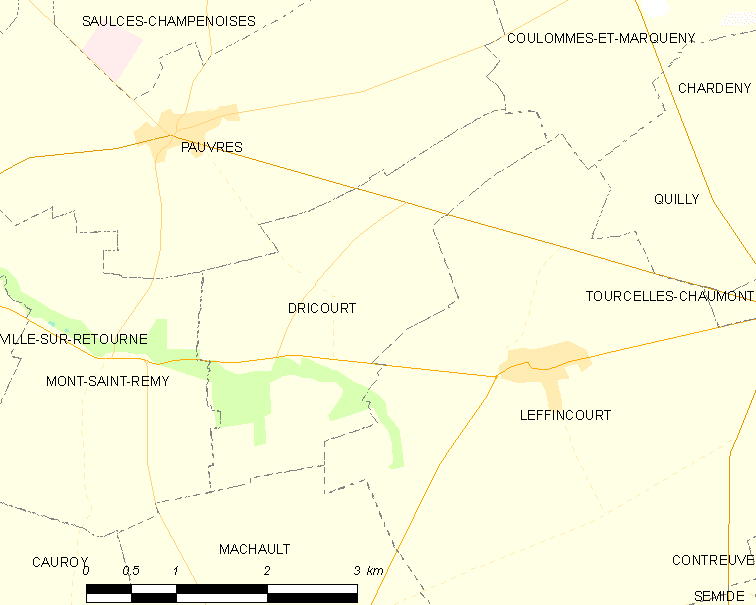
德里库尔的OSM定位图

德里库尔的时区为UTC+01:00、UTC+02:00（夏令时）。

## 行政
德里库尔的邮政编码为08310，INSEE市镇编码为08147。

## 政治
德里库尔所属的省级选区为阿蒂尼县。

## 人口

1962-2008年间德里库尔人口变化图示

德里库尔于2022年1月1日时的人口数量为71人。